# Johann Stamitz
Johann Wenzel Anton Stamitz est un violoniste et compositeur germano-bohémien, né à Deutschbrod (Royaume de Bohême) le 19 juin 1717 et mort à Mannheim le 27 mars 1757. Il est le père des compositeurs et violonistes Carl et Anton Stamitz.

## Biographie
Il entre à l'Université de Prague et y suit des cours pendant l'année académique 1734–1735. Il quitte ensuite l'établissement afin de poursuivre, pendant les six années suivantes, une carrière de violoniste virtuose. Vers 1741 ou 1742, il est engagé à Mannheim, à la cour du Palatinat du Rhin, au service de Charles VII de Bavière. En 1742, il joue pendant les festivités du mariage de l'électeur Charles Théodore de Bavière.
En 1744, il épouse Maria Antonia Lüneborn. 
Vers la fin de l'été 1754, à l'invitation du fermier général  Alexandre Le Riche de La Pouplinière, il séjourne près d'un an à Paris. Il dirige alors l'un des meilleurs orchestres de France, celui de La Pouplinière, mécène et protecteur de Jean-Philippe Rameau. Son successeur à ce poste sera le compositeur français François-Joseph Gossec. Stamitz se produit pour la première fois en public au Concert Spirituel du 8 septembre 1754. Le succès rencontré le pousse à publier dans la capitale française ses Trios pour orchestre, op. 1 (de fait, des symphonies pour orchestre à cordes). Peu après la composition de sa Symphonie en mi bémol majeur, op. 11, no 3, à l'automne 1755, il rentre en Allemagne. Il y meurt au printemps 1757. Il a composé en tout 150 œuvres.
Johann Stamitz contribue à fixer la symphonie dans sa forme classique (en quatre mouvements), en s’inspirant de la forme sonate. Principal représentant de l'École de Mannheim, il a une influence directe sur les compositeurs Joseph Haydn et Wolfgang Amadeus Mozart. Pendant sa courte carrière, il compose 58 symphonies et 10 trios pour orchestre. Il écrit également de nombreux concertos pour divers instruments, dont un grand nombre pour violon, deux pour alto, deux pour clavecin, douze pour flûte, un pour hautbois et un pour clarinette. Il signe aussi de la musique de chambre, dont plusieurs sonates et diverses courtes pièces pour violon seul. Il a aussi composé des œuvres vocales, dont une Messe en ré majeur qui connaît en son temps une large diffusion. Il laisse également des Litanies de la Vierge en do majeur pour voix seul, chœur, et orchestre.
Il est inhumé au Cimetière Catholique de Mannheim.

## Discographie
- Missa Solemnis in D major, Motetto de Venerabili Sacramento, Litaniæ Lauretanæ ; Monika Frimmer (soprano), Sylvia Schlüter (alto), Harry van Berne (ténor) Tom Sol (basse), Alsfelder Vokalensemble, Barockorchester Bremen, dir. Wolfgang Helbich, 1 CD, CPO (999 471-2), 1998
- Clarinet Concerto, Three Symphonies ; Alan Hacker (clarinette), The Academy of Ancient Music, dir. Christopher Hogwood, 1 CD, L'Oiseau-Lyre, 2007 (paru en vinyle en 1975)
- Symphony, Op.3, Nos. 1, 3, 4, 5, 6 ; Musica Viva Moscow Chamber Orchestra, dir. Alexander Rudin, 1 CD, Naxos (8.573966), 2019

## Hommages
L'astéroïde (7623) Stamitz est nommé en son honneur.